# Leiostyla laurinea
Leiostyla laurinea is een slakkensoort uit de familie van de Lauriidae. De wetenschappelijke naam van de soort is voor het eerst geldig gepubliceerd in 1852 door R.T. Lowe.